# 뜨거우면 김창완
《뜨거우면 김창완》은 KBS 클래식FM(수도권 FM 93.1MH.z)에서 매주 월요일~금요일 밤 9시부터 11시까지 방송되는 연예오락 전문 라디오 프로그램이다.

## 개요
2023년 9월 4일부터 2025년 4월 6일까지 2년간 KBS 쿨FM, KBS 클래식FM에서 동시 방송된 《경란파워》가 폐지되어 후속으로 신설되었다.

## 코너
매일 코너
- 사연과 신청곡
- 뜨거운 고민, 벨런스 게임
- 뜨형! 한잔해요!
- 잔바리 사연쓰
- 없었김창완

요일별 코너
- 월요일 : 꽈추 왕자 연이 공주, 요즘 애들, 왜 그러니?
- 화요일 : 전생 탐험, 금마는 외계인
- 수요일 : 김창완! 너두 연애할 수 있어
- 목요일 : 김상에 이런 일이?
- 금요일 : 레전드 차트

## 같이 보기
- 연예오락